# Бриньйоль (округ)
Округ Бриньйоль (фр. Arrondissement de Brignoles) — округ у Франції, в департаменті Вар. 2023 року округ об'єднував 67 муніципалітетів, населення становило 186 603 особи.
Адміністративний центр (супрефектура) — Бриньйоль.

## Муніципалітети
Список муніципалітетів округу та їхні коди INSEE:
1. Антрекасто (83051)
2. Артіг (83006)
3. Артіньоск-сюр-Вердон (83005)
4. Баржоль (83012)
5. Бесс-сюр-Іссоль (83018)
6. Бодінар-сюр-Вердон (83014)
7. Бодюан (83015)
8. Брас (83021)
9. Бриньйоль (83023)
10. Брю-Оріак (83025)
11. Вараж (83145)
12. Вен-сюр-Карамі (83151)
13. Вериньон (83147)
14. Вількроз (83149)
15. Вінон-сюр-Вердон (83150)
16. Гареу (83064)
17. Гонфарон (83067)
18. Егін (83002)
19. Еспаррон (83052)
20. Жинассервіс (83066)
21. Кабасс (83026)
22. Кам-ла-Сурс (83030)
23. Карнуль (83033)
24. Карсе (83032)
25. Корран (83045)
26. Котіньяк (83046)
27. Ла-Вердьєр (83146)
28. Ла-Рокбрюссанн (83108)
29. Ла-Сель (83037)
30. Ле-Валь (83143)
31. Ле-Канне-де-Мор (83031)
32. Ле-Люк (83073)
33. Ле-Майон (83075)
34. Ле-Саль-сюр-Вердон (83122)
35. Ле-Тороне (83136)
36. Мазог (83076)
37. Меоюн-ле-Монріє (83077)
38. Монмеян (83084)
39. Монфор-сюр-Аржан (83083)
40. Муассак-Бельвю (83078)
41. Нанс-ле-Пен (83087)
42. Неуль (83088)
43. Ольєр (83089)
44. Опс (83007)
45. Піньян (83092)
46. План-д'Опс-Сент-Бом (83093)
47. Понтеве (83095)
48. Пуррієр (83097)
49. Пурсьє (83096)
50. Пюже-Віль (83100)
51. Регюсс (83102)
52. Ріан (83104)
53. Рокбарон (83106)
54. Руж'є (83110)
55. Сейон-Сурс-д'Аржан (83125)
56. Сен-Жульєн (83113)
57. Сен-Зашарі (83120)
58. Сен-Максімен-ла-Сент-Бом (83116)
59. Сен-Мартен (83114)
60. Сент-Анастазі-сюр-Іссоль (83111)
61. Таверн (83135)
62. Турв (83140)
63. Туртур (83139)
64. Флассан-сюр-Іссоль (83057)
65. Фокс-Амфу (83060)
66. Форкалькере (83059)
67. Шатовер (83039)